# Skały w Rudzie
Skały w Rudzie – grupa skał w miejscowości Ruda w województwie świętokrzyskim, w powiecie starachowickim, w gminie Brody. Wznoszą się na zboczach wzgórza po północnej stronie Jeziora Brodzkiego. Mają status pomnika przyrody i znajdują się na Obszarze Chronionego Krajobrazu Doliny Kamiennej.
Są to trzy grupy głazów z piaskowca pochodzącego z dolnego triasu. Tworzą różnorodne formacje skalne, m.in. pojedyncze głazy, monolityczną basztę o wysokich, pionowych ścianach, ośmiometrowej wysokości urwisko z niszą u podstawy i półką skalną o długości około 20 m. Wokół nich rosną drzewa o oryginalnych formach. Nietypowe drzewa i oryginalne głazy pobudzały wyobraźnię okolicznych mieszkańców. Na jednym z głazów rośnie brzoza, u której z jednego korzenia wyrastają 4 pnie. Według legendy, panna, która na niej usiądzie wkrótce znajdzie dobrego męża. Kamieniste podłoże skał tworzy siedlisko dla mchów, porostów i paprotki zwyczajnej. Wiosną wokół skał zakwitają kobierce konwalii majowej i kokoryczki wonnej. Na jednej ze skał rośnie dąb, który swoimi korzeniami wrasta w pęknięcia skały.
Skały w Rudzie są jedną z atrakcji turystycznych gminy Brody. Gmina odkupiła od prywatnych właścicieli działki na których się znajdują, oczyściła teren wokół skał i wyeksponowała je przez usunięcie chaszczy. Pozostawiono duże drzewa. Na plaży pod skałami wykonano ławki, stoły i tablice informacyjne. Planowane jest wykonanie ścieżek spacerowych, zamontowanie koszy na śmieci, wiaty turystycznej, oraz nasadzenie drzew dla parku linowego.
Po drugiej stronie zbiornika Brody Iłżeckie również znajduje się grupa piaskowcowych skał. Są to Skały w Krynkach mające status rezerwatu przyrody.

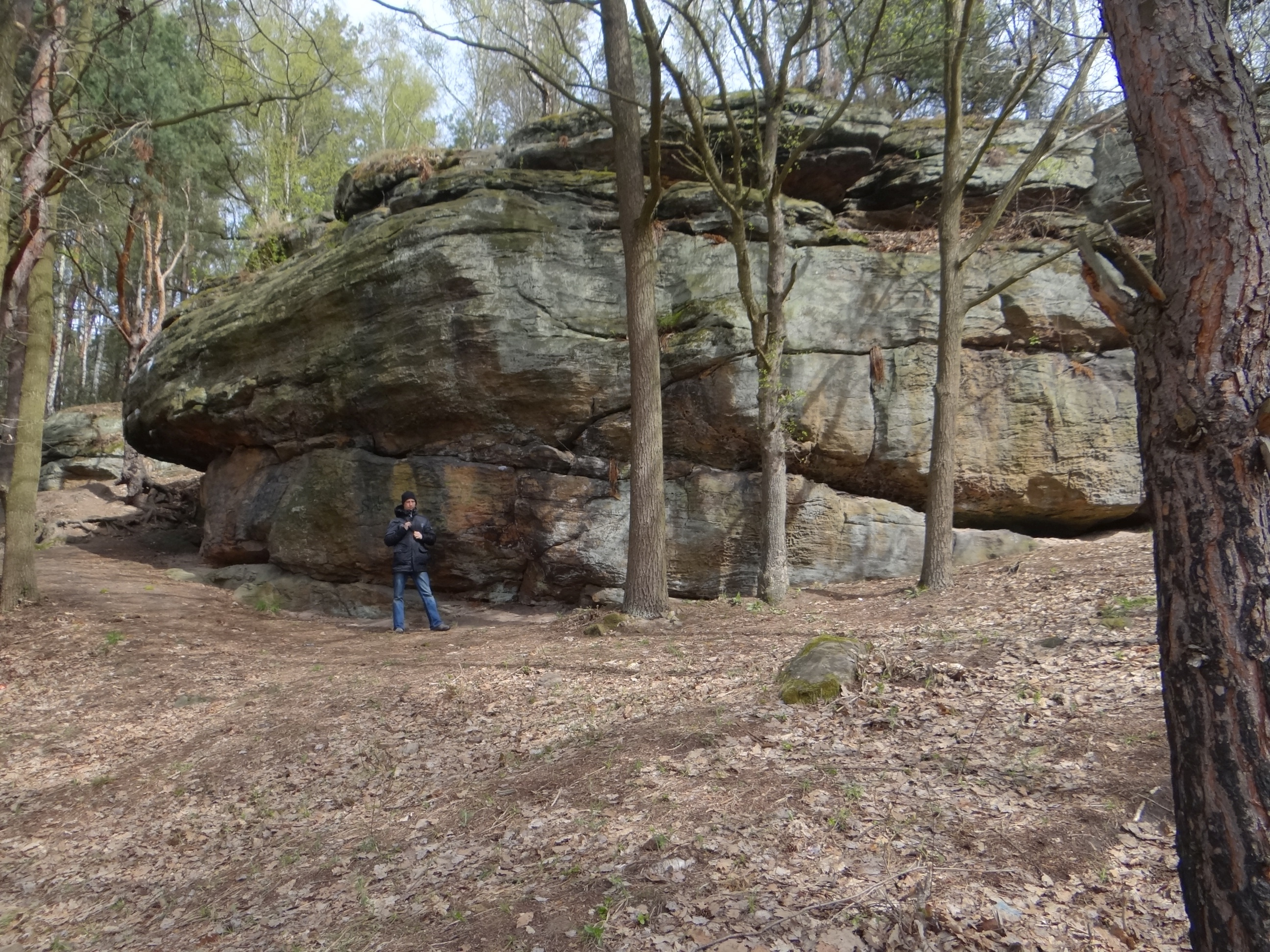
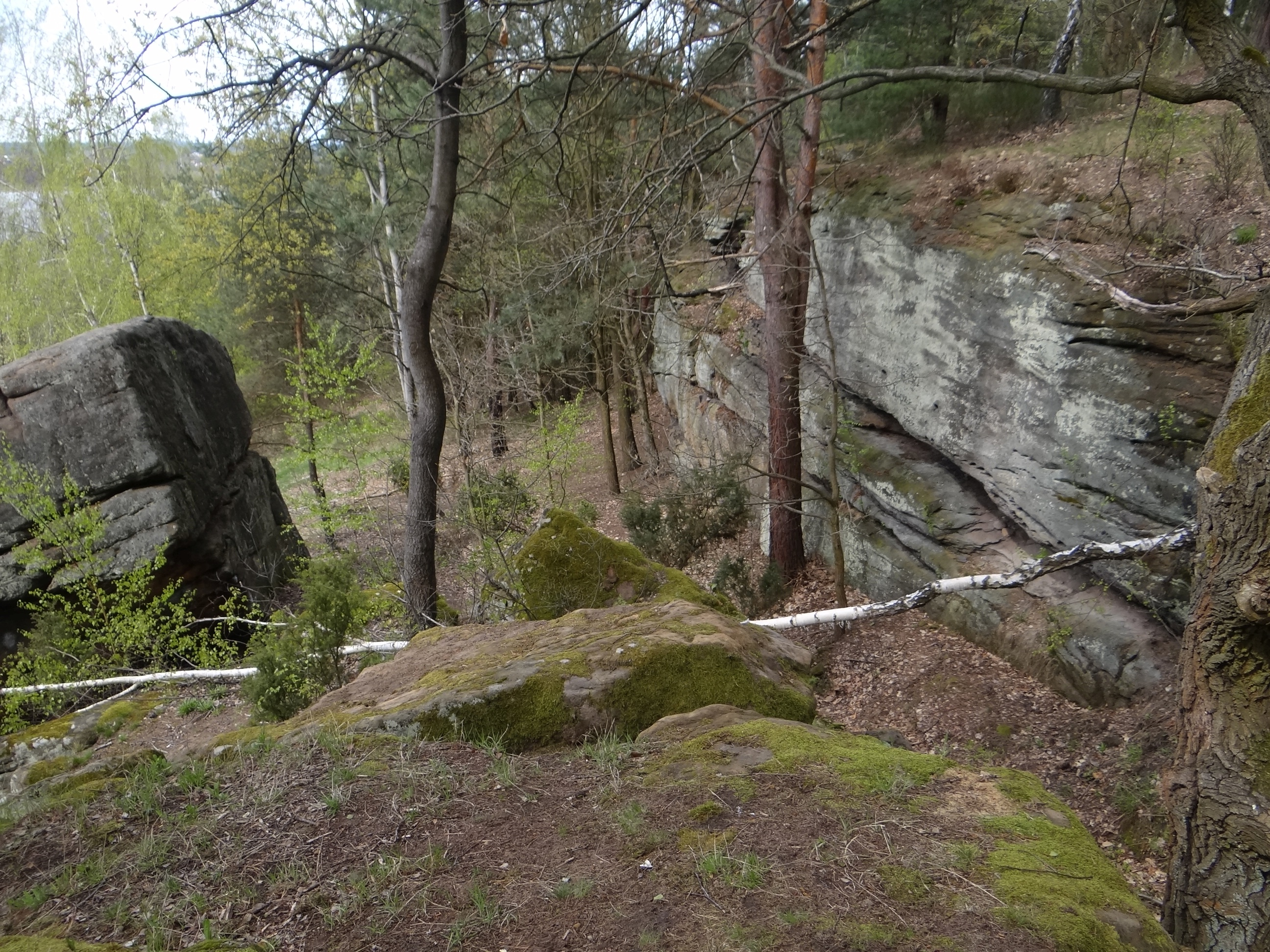
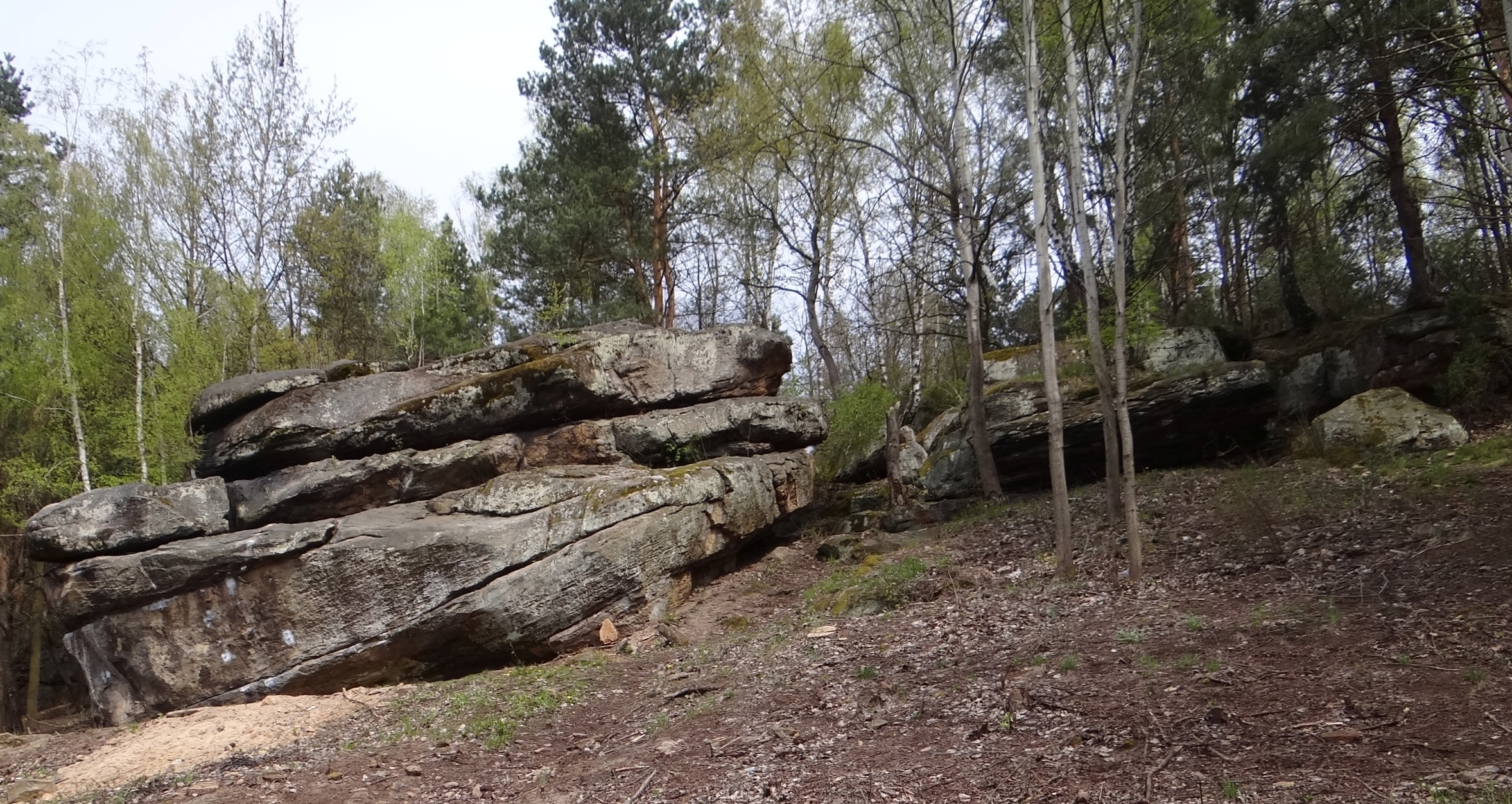
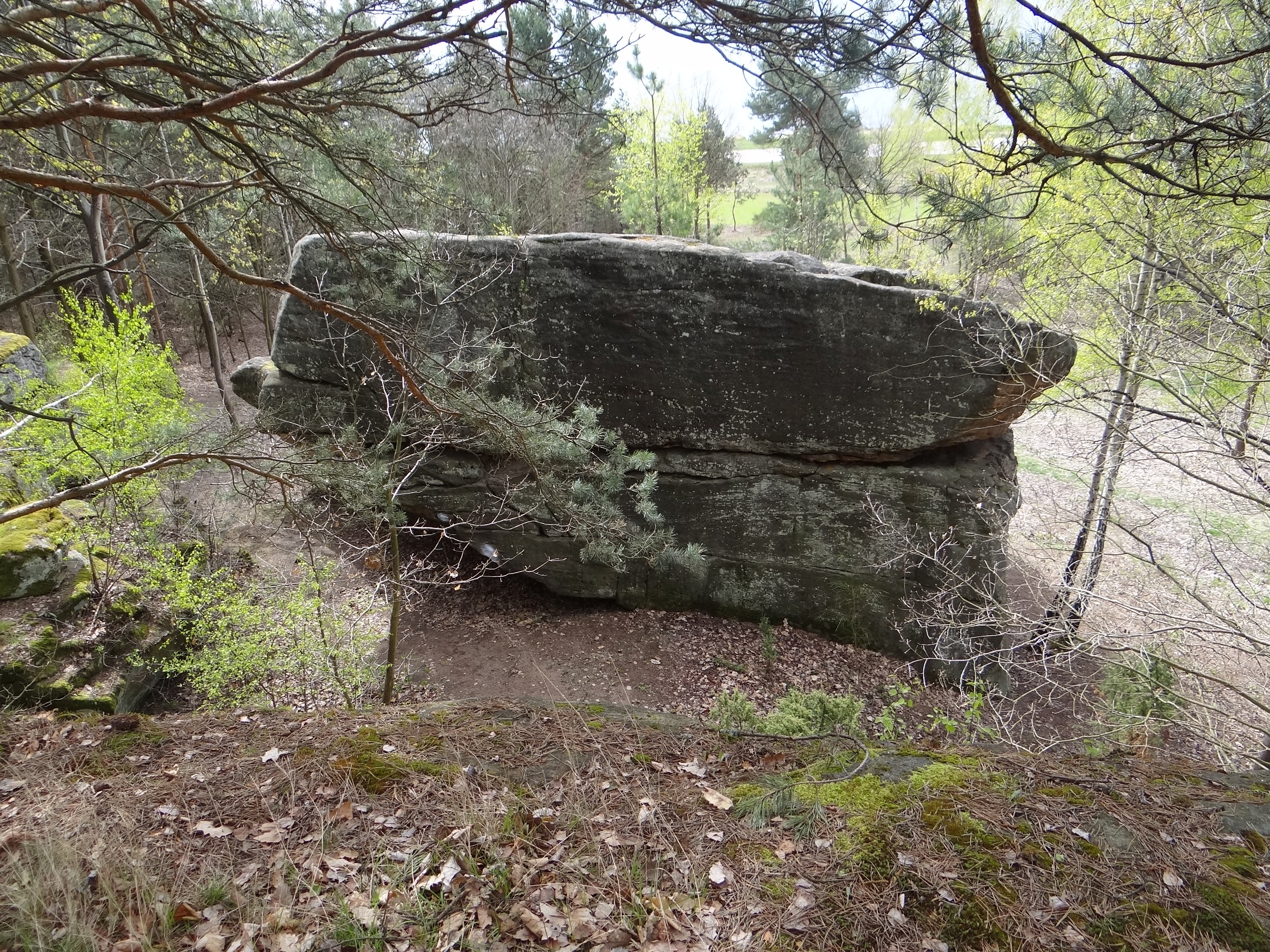